# Jakub Dymek
Jakub Marcin Dymek (ur. 20 kwietnia 1988 we Wrocławiu) – polski publicysta, dziennikarz, podkaster, kulturoznawca, bloger.

## Życiorys
Pochodzi z Wrocławia. Absolwent kulturoznawstwa w ramach Międzywydziałowych Indywidualnych Studiów Humanistycznych na Uniwersytecie Wrocławskim. Studiował także nauki polityczne na Uniwersytecie Karoliny Północnej w Greensboro.
Pracował jako dziennikarz dla „Krytyki Politycznej” (2013–2017), magazynu internetowego „Dwutygodnik” (2014–2017), „Dziennika Gazety Prawnej” (2016–2022) i „Newsweeka Polska” (2020–2023). Publikował na łamach amerykańskiego magazynu „Dissent” (2013–2016), „Rzeczpospolitej” (2014, 2017), portalu „Gazeta.pl” (2017) i „Liberté!” (2019–2020).
W roku akademickim 2014/2015 prowadził seminarium „Polityka Sieci” w Instytucie Studiów Zaawansowanych Krytyki Politycznej. W 2015 był nominowany do nagrody dziennikarskiej Grand Press za reportaż „Już zapomnieliśmy o torturach CIA?” dotyczący tajnych więzień CIA w Polsce.
Jest stałym współpracownikiem „Tygodnika Powszechnego” (2017–2018 i od 2024) i „Przeglądu” (od 2019). Od kwietnia 2020 prowadzi autorski blog To nie jest blog. na platformie Substack.
Od kwietnia 2023 współprowadzi z Marcinem Giełzakiem podcast „Dwie Lewe Ręce”, komentujący polską i światową politykę, gospodarkę i kulturę z lewicowo-patriotycznej perspektywy. Gośćmi podcastu byli kolejno m.in. Paulina Matysiak, Jacek Bartosiak, Antoni Dudek, Rafał Chwedoruk, Jan Śpiewak, Krzysztof Bosak, Mateusz Morawiecki, Adrian Zandberg, Katarzyna Pełczyńska-Nałęcz, Magdalena Biejat i Maurice Glasman. 
Od października 2023 jest w miejsce Antoniego Dudka stałym rozmówcą Łukasza Warzechy na jego kanale w serwisie YouTube w ramach cyklicznego programu politycznego „Warzecha & Dymek”.
W lutym 2024 zarejestrował z Marcinem Giełzakiem fundację pod nazwą Centrum Demokracji Społecznej z siedzibą w Łodzi, w której pełni funkcję wiceprezesa. Do celów fundacji należy wypracowywanie „optymalnych i zgodnych z zasadami sprawiedliwości społecznej rozwiązań w sprawach publicznych” i rozwój „socjaldemokratycznego nurtu refleksji politycznej”.
Od września 2024 prowadzi program pt. „Lewe Skrzydło” na Kanale Zero.
W 2024 jego głównym źródłem przychodu było prowadzenie podcastu „Dwie Lewe Ręce”, który w ciągu pierwszych 13 miesięcy przyniósł łączne wpływy w wysokości 361 tys. zł.

## Praca dziennikarska
Jest autorem wywiadów m.in. z ekonomistami Guyem Standingiem, Nickiem Srnickiem, Elżbietą Mączyńską i Pawłem Kaczmarczykiem, z socjologami Barbarą Pasamonik i Przemysławem Sadurą, z historykami Samuelem Moynem, Marlène Laruelle i Stephenem Wertheimem, z politologami Ryszardem Szarfenbergiem i Vanem Jacksonem, z dyplomatami Janem Truszczyńskim i Piotrem Łukasiewiczem oraz z publicystami Spencerem Ackermanem, Mattem Taibbim, Davidem Dayenem, Oliverem Bulloughem, Jagodą Grondecką, Aaronem Bastanim, Mattem Hongoltzem-Hetlingiem, Nicholasem Kristofem, Jarosławem Makowskim i Kaiem Strittmatterem.

## Wyróżnienia
- 2015 – nominacja do nagrody Grand Press w kategorii “Publicystyka” za tekst poświęcony tajnym więzieniom CIA w Polsce[35].
- 2024:
  - nagroda Diament Patronite 2024 w kategorii: Podcast[36] .
  - laureat konkursu Instytutu Dyskursu i Dialogu (INDiD) „Dobry Dziennikarz” w kategorii: Nowe Media za wywiad „Zbigniew Parafianowicz vs. Dwie Lewe Ręce: Czy Ukraina ma przyszłość na Zachodzie?” (wraz z Marcinem Giełzakiem)[37][38].
  - nagroda publiczności Konkursu im. redaktora Janusza Majki „Podcast roku” 2024 za podcast „Dwie Lewe Ręce” (wraz z Marcinem Giełzakiem)[39].

## Kontrowersje
W listopadzie 2017 „Krytyka Polityczna” zakończyła z nim współpracę w związku z oskarżeniem go o gwałt przez Dominikę Dymińską, z którą spotykał się w 2014–2015, w ramach ruchu MeToo. W styczniu 2019 prokuratura umorzyła śledztwo wobec braku znamion czynu zabronionego, a w maju 2023 Dymek wygrał proces o naruszenie dóbr osobistych przed Sądem Okręgowym w Warszawie.

## Publikacje
- Nowi barbarzyńcy, Wydawnictwo Arbitror, Warszawa 2018, ISBN 978-83-948331-7-6.
- (Współautor) Delfin w malinach. Snobizmy i obyczaje ostatniej dekady, red. Ł. Najder, Wydawnictwo Czarne, Wołowiec 2017, ISBN 978-83-8049-615-6.